# Ride on Time (альбом)
Ride on Time — пятый студийный альбом японского музыканта Тацуро Ямаситы, выпущенный 19 сентября 1980 года.
Выпуску альбома предшествовал успешный одноимённый сингл, который достиг 3-го места в еженедельном чарте Oricon и стал первым релизом музыканта, попавшим в данный чарт. Песня послужила музыкой для рекламного ролика, в котором снялся Ямасита, и в 2003 году использовалась в дораме Good Luck!!. Сам альбом возглавил чарт и принёс исполнителю широкую известность.

## Список композиций
Вся музыка написана Тацуро Ямаситой. Автор слов ко всем песням, кроме «Ride on Time», «My Sugar Babe» и «Kissing Goodnight» за авторством Ямаситы, — Минако Ёсида.
| №  | Название                          | Длительность |
| -- | --------------------------------- | ------------ |
| 1. | «Someday» (いつか)                | 5:49         |
| 2. | «Daydream»                        | 4:31         |
| 3. | «Silent Screamer»                 | 5:29         |
| 4. | «Ride on Time» (альбомная версия) | 5:55         |

| №  | Название                          | Длительность |
| -- | --------------------------------- | ------------ |
| 1. | «The Door into Summer» (夏への扉) | 4:41         |
| 2. | «My Sugar Babe»                   | 4:11         |
| 3. | «Rainy Day»                       | 5:20         |
| 4. | «Clouds» (雲のゆくえに)           | 5:40         |
| 5. | «Kissing Goodnight» (おやすみ)    | 1:41         |

| №  | Название                                     | Длительность |
| -- | -------------------------------------------- | ------------ |
| 1. | «Ride on Time» (сингл-версия)                | 4:25         |
| 2. | «Interlude I» (инструментальная композиция)  | 0:56         |
| 3. | «Interlude II» (инструментальная композиция) | 1:31         |
| 4. | «My Sugar Babe» (инструментальная версия)    | 3:21         |

## Чарты
| Чарт Oricon              | Высшая позиция | Продажи |
| ------------------------ | -------------- | ------- |
| Еженедельный чарт (1980) | 1              | 225 000 |